# Маргарита Хасбьёрнсдоттер
Маргарита Хасбьёрнсдоттер (Маргарета Асбьёрнсдоттер; XI век) — королева-консорт Дании, супруга Харальда III.
Маргарита была дочерью ярла Асбьёрна Ульфсена, возможно, дяди её супруга; таким образом она была бы двоюродной сестрой своего мужа. Неизвестно, были ли у них дети. Даты её рождения и смерти неизвестны.
Тест ДНК в 2003 году развеял многовековую легенду о том, что Эстрид Датская была похоронена под северо-восточном углом собора Роскилле. Новая теория заключается в том, что обозначение в соборе относится к Маргарите Хасбьёрнсдоттер, также известной как Эстрид.